# Boris Kraigher
Boris Kraigher - Janez, slovenski komunist, partizan, politični komisar, prvoborec, politik in narodni heroj, * 14. februar 1914, Sveta Trojica v Slovenskih goricah, † 4. januar 1967, Sremska Mitrovica (avtomobilska nesreča).

## Življenjepis
Njegov oče je bil Lojz Kraigher, slovenski dramatik, pripovednik in zdravnik, brata pa Dušan Kraigher ter Uroš Kraigher.
Sergej Kraigher, Vito Kraigher in Živa Kraigher, pa tudi Nada Kraigher so bili mdr. njegovi bratranci oz. sestrični.
Med letoma 1932 in 1934 je, skupaj s poznejšim pisateljem Vitomilom Zupanom, študiral gradbeništvo na Tehniški fakulteti v Ljubljani. Leta 1934 je bil zaradi komunistične usmerjenosti obsojen na 2 leti in pol zapora, ki ga je prebil v Sremski Mitrovici. Po prestani kazni se je preživljal kot gradbeni tehnik in postal sekretar organizacije komunistov na ljubljanski univerzi.
Leta 1937 je postal sekretar mladinske komisije CK KPS, ki se je leta 1938 preimenovala v Pokrajinski Komite Skoja za Slovenijo.
Leta 1940 je bil na 3. konferenci KPS izvoljen v CK KPS.
Po okupaciji Slovenije leta 1941 se je takoj vključil v OF. Postal je sekretar Okrajnega Komiteja KPS in Okrožnega Odbora OF za Ljubljano. Sredi decembra je postal organizacijski sekretar CK KPS in maja 1942 postal član njegovega politbiroja.
Tega meseca je bil poslan v bunker v Obrije ob Savi, kjer naj bi s Francem Ravbarjem uredil neke zadeve glede partizanskih enot. Med italijansko racijo pa sta bila oba zajeta, a ju zaradi ponarejenih dokumentov niso prepoznali in sta bila poslana v Koncentracijsko taborišče Gonars. Od tam je v noči na 31. avgust skupaj s sedmimi drugimi taboriščniki (mdr. njegovim sošolcem Ivanom Bratkom) pobegnil in od tam peš prišel na osvobojeno ozemlje.
Med novembrom 1942 in majem 1943 je bil organizacijski sekretar na sedežu CK KPS in nato še nekaj časa v. d. Od 14. julija 1943 do 5. oktobra 1944 je bil politkomisar Glavnega štaba NOV in POS.
Udeležil se je Zbora odposlancev slovenskega naroda v Kočevju, kjer je bil izvoljen v plenum OF ter v slovensko delegacijo Avnoj-a. Septembra 1944 je postal član IO OF. Od marca 1945 je bil tudi politični sekretar oblastnega komiteja KPS, tajnik pokrajinskega odbora OF in podpredsednik Pokrajinskega narodnoosvobodilnega odbora za Slovensko Primorje.
Med 13. avgustom 1945 in 14. junijem 1946 je bil sekretar Glavnega odbora KP Julijske krajine v Trstu in obenem tajnik GO Slovensko-italijanske antifašistične unije Julijske krajine, nato pa postal minister za notranje zadeve LRS in sicer v obdobju močne in množične politične represije, ki je vključevala tudi režirane politične procese po sovjetskem (stalinističnem) zgledu in so imeli sočasne vzporednice v vzhodnoevropskih državah, ne toliko v drugih jugoslovanskih republikah (najodmevnejši so bili Nagodetov proces in Dachauski procesi). Zapreti je dal (za nekaj časa) tudi svojo sestrično Nado Kraigher.
V povojnem obdobju je sodil med najvplivnejše slovenske politike kot član najožjega političnega vodstva (politbiroja CK KPS oz. Izvršnega komiteja CK ZKS); od leta 1948 je bil član CK KPJ oz. ZKJ, tudi član ožjega vodstva ZKJ (1964 izvoljen za člana izvršnega komiteja oz. od 1966 predsedstva CK ZKJ).
Od januarja 1953 je bil član in od decembra 1953 do leta 1962 predsednik Izvršnega sveta Ljudske skupščine LRS in de facto najmočnejša politična osebnost v Sloveniji v tem času ter se ukvarjal mdr. tudi s kulturno politiko (ustanavjanje in ukinjanje revij: Naši razgledi, Revija 57, Perspektive...). Bil je zvezni in republiški poslanec; leta 1962 je bil postavljen za predsednika gospodarskega odbora Skupščine FLRJ, od 1963 do smrti pa je bil podpredsednik Zveznega izvršnega sveta in predsednik odbora ZIS za gospodarstvo, zadolžen za pripravo gospodarske reforme ter med prvimi člani Sveta federacije. Nadaljevanje perspektivne politične kariere mu je preprečila nesreča, saj je bil malo pred smrtjo predlagan kot kandidat za predsednika zveznega izvršnega sveta oz. predviden za prevzem funkcije predsednika zvezne vlade (ZIS) še istega leta (1967), zato je že ob koncu leta 1966 začel sestavljati svojo ekipo, v katero naj bi prišel tudi Janez Stanovnik, ki ga je navdušil z zamislijo o prehodu v tržno gospodarstvo.
4. januarja 1967 je v bližini Sremske Mitrovice umrl v prometni nesreči. Kot voznik osebnega avtomobila se je zaradi previsoke hitrosti in poledenele ceste zaletel v edini topol ob avtocesti; v avtu je bil skupaj s sinovoma Janezom in Markom, le mlajši sin Marko je nesrečo preživel. Obstajajo tudi špekulacije, da je šlo za organiziran atentat, ki so mu ga pripravili srbski politični nasprotniki oz. UDV.
Bil je narodni heroj (od 1953) in je imel čin rezervnega generalpodpolkovnika JLA. Objavil je več člankov, razprav in razgovorov, med njimi razpravo O nesoglasjih ob slovenskem narodnem vprašanju (Delo, 1948), posmrtno pa je izšla knjiga O Reformi (1967). Po njem se je sprva (1969-90) imenovala nagrada, ki jo vsako leto podeljuje Gospodarska zbornica Slovenije za gospodarske dosežke (zdaj nagrade GZS).

## Odlikovanja
- red narodnega heroja
- red ljudske osvoboditve
- red partizanske zvezde I. stopnje
- red zaslug za ljudstvo I. stopnje
- red bratstva in enotnosti I. stopnje
- red za hrabrost
- partizanska spomenica 1941